# Valdivia (tỉnh)
Valdivia là một tỉnh của Chile, thuộc vùng Los Ríos. Tỉnh này có hai con sông quan trọng là sông Calle-Calle / sông Valdivia và sông Cruces.
Thủ phủ là thành phố Valdivia.

## Các đô thị
- Valdivia
- Lanco
- Máfil
- Panguipulli
- Corral
- Mariquina
- Los Lagos
- Paillaco